# Carlo Nocella
Carlo Nocella (né le 25 novembre 1826 à Rome et mort le 22 juillet 1908 à Rome) est un cardinal italien du début du XXe siècle. 

## Biographie
Carlo Nocella est nommé patriarche titulaire d'Antioche en 1899 et transféré vers le patriarcat latin de Constantinople en 1901. Il exerce des fonctions au sein de la curie romaine : Secrétairerie des lettres latines et des brefs aux princes, avant de devenir Secrétaire de la Sacrée Congrégation Consistoriale (1892-1899). Le pape Léon XIII le crée cardinal lors du consistoire du 22 juin 1903. 
Nocella participe au conclave de 1903, lors duquel Pie X est élu pape.

## Source
- The Cardinals of the Holy Roman Church